# Broadwater
Broadwater és una població dels Estats Units a l'estat de Nebraska. Segons el cens del 2000 tenia 140 habitants.

## Demografia
Segons el cens del 2000, Broadwater tenia 140 habitants, 68 habitatges, i 42 famílies. La densitat de població era de 337,8 habitants per km².
Dels 68 habitatges en un 23,5% hi vivien nens de menys de 18 anys, en un 51,5% hi vivien parelles casades, en un 5,9% dones solteres, i en un 38,2% no eren unitats familiars. En el 36,8% dels habitatges hi vivien persones soles el 13,2% de les quals corresponia a persones de 65 anys o més que vivien soles. El nombre mitjà de persones vivint en cada habitatge era de 2,06 i el nombre mitjà de persones que vivien en cada família era de 2,69.
Per edats la població es repartia de la següent manera: un 21,4% tenia menys de 18 anys, un 3,6% entre 18 i 24, un 24,3% entre 25 i 44, un 25,7% de 45 a 60 i un 25% 65 anys o més.
L'edat mediana era de 48 anys. Per cada 100 dones de 18 o més anys hi havia 107,5 homes.
La renda mediana per habitatge era de 25.156 $ i la renda mediana per família de 26.563 $. Els homes tenien una renda mediana de 27.500 $ mentre que les dones 19.375 $. La renda per capita de la població era de 14.568 $. Aproximadament el 4% de les famílies i el 12,6% de la població estaven per davall del llindar de pobresa.

## Poblacions més properes
El següent diagrama mostra les poblacions més properes.